# Podroże
Podroże – kolonia w Polsce położona w województwie pomorskim, w powiecie lęborskim, w gminie Wicko przy drodze wojewódzkiej nr . Miejscowość jest częścią składową sołectwa Charbrowo.
W latach 1975–1998 miejscowość administracyjnie należała do województwa słupskiego.